# لواء صنعاء
لواء صنعاء أحد ألوية ولاية اليمن في العهد العثماني ومن ثم في المملكة المتوكلية اليمنية عندما هزم العثمانيون في الحرب العالمية الأولى وتسليمهم ما كانو يحكموه من ولاية اليمن إلى الإمام يحيى حميد الدين. ومن ثم في الجمهورية العربية اليمنية حتى تم تغيير الألوية إلى محافظات.

## تاريخ
قسمت الدولة العثمانية ما كانت تحكمه من اليمن (ولاية اليمن) إلى أربعة ألوية (لواء صنعاء ولواء تعز ولواء الحديدة ولواء عسير)، وكان كل لواء يشمل عدة أقضية:
- لواء صنعاء ومخاليفه:
  - ومركزة مدينة صنعاء، ويشمل إلى جانب قضاء صنعاء أقضية:
    1. قضاء آنس (ناحية أرحب)
    2. قضاء يريم
    3. قضاء حراز (النواحي: بني الحارث - بني حشيش)
    4. قضاء حجة
    5. قضاء حدة (النواحي: بلاد سنحان)
    6. قضاء رداع (النواحي: بلاد الهدا)
    7. قضاء ذمار (النواحي: بلاد همدان - بلاد الروس)
    8. قضاء سودة (النواحي: بني بهلول - سوده)
    9. قضاء عمران (النواحي: بلاد السان)
    10. قضاء كوكبان (النواحي: جبين - جبل شرقيه - حولات - جهران - حمر - شبام - محويت - شقادره - سوادي - منوح - عفار - سوده - جبل الشهادة - بن المعوام - عصيمات - عتمه - عر - مقحق - مسور - معرب الإنش - ارحب)
    11. قضاء ريمه

حيث أن القضاء الواحد يشمل عادة على ناحيتين أو ثلاث، وتتكون الناحية من عدة عزل، وتختلف من حيث كثرتها من ناحية إلى أخرى، وتتكون العزلة من عدد غير محدود من القرى، وكان يسمى الحاكم العثماني في اليمن (والي)، ومقر حكمة (ولاية)، وكان يسمى حاكم اللواء (متصرف) وحاكم القضاء (قائم مقام).

## المملكة المتوكلية
حينما هزمت الدولة العثمانية في الحرب العالمية الأولى سنة 1918 سلمت ما كانت تحكمه في اليمن (ولاية اليمن) إلى الإمام يحيى حميد الدين، فعدل وبدل وغير في النظام، فأستبدل أمير اللواء ب«المتصرف»، والعامل ب«القائم مقام»، وفصل «قضاء إب» من «لواء تعز» سنة 1340هـ وجعله مرتبطاً بلواء ذمار، ثم بلواء صنعاء مباشرة.
كما ربطت «ذمار» نفسها ب «لواء صنعاء»